# Zielony Potok Jaworowy
Zielony Potok Jaworowy (słow. Zelený potok) – główny ciek wodny Doliny Zielonej Jaworowej (odnoga Doliny Jaworowej) znajdującej się w słowackich Tatrach Wysokich. Zielony Potok Jaworowy wypływa z Zielonego Stawu Jaworowego, kieruje się na północny wschód i w swoim górnym biegu płynie częściowo pod ziemią. Na wysokości ok. 1390 m n.p.m., nieopodal miejsca, w którym przecina go zielono znakowany szlak turystyczny, wpada do Jaworowego Potoku i stanowi jego orograficznie lewy dopływ.

## Szlaki turystyczne
– szlak zielony z Jaworzyny Tatrzańskiej dnem Doliny Jaworowej i Doliny Zadniej Jaworowej na Lodową Przełęcz, skąd szlak wiedzie dalej do Doliny Pięciu Stawów Spiskich.
- Czas przejścia do rozstaju dróg ze szlakiem niebieskim: 30 min w obie strony
- Czas przejścia od szlaku niebieskiego na Lodową Przełęcz: 4:30 h, ↓ 3:30 h